# Symposium International de Sculpture Environnementale de Chicoutimi
Le Symposium International de Sculpture Environnementale de Chicoutimi (1980) est un événement artistique et culturel qui a pour thème La Sculpture: lieu autonome ou intégration à un lieu. Il interpelle l'éclatement des frontières traditionnelles de la sculpture où le contenu n'est plus dans l'objet lui-même mais dans sa relation avec l'espace environnant et/ou avec le spectateur. Cette manifestation déborde sur une foule d'activités et de réflexions à caractère culturel, social et pédagogique: festival de performance, stages et ateliers expérimentaux, programme d'animation culturelle ouvert au public et un colloque interrogeant les problématiques de la sculpture environnementale avec la participation d’invités internationaux composés d’artistes, de critiques, d’historiens et de sociologues de l’art.

## Organisation générale de l'événement
Le Symposium International de Sculpture Environnementale de Chicoutimi (SISEC) se déroule sur le site de la Vieille Pulperie à Chicoutimi (Québec, Canada) en 1980. Le comité organisateur du SISEC est composé de Guy Dion (Président), Lucien Martel (Vice-président), Jean-Pierre Vidal (Vice-président), Robert Bergeron (Trésorier), Denys Tremblay (Secrétaire et Directeur), Guy Parent (Officier), Jean-Paul Régis (Officier) et Pierre Houle (Officier). Le SISEC comprend cinq volets majeurs : la création de dix sculptures environnementales, la tenue d’un colloque, l’animation de stages et d’ateliers expérimentaux, la réalisation d’un festival de performance, l’élaboration d’une signalétique et d’un circuit régional d’exposition. Le symposium est financé par différents organismes publics et privés dont la Ville de Chicoutimi, le ministère de l’Industrie, du Commerce et du Tourisme du Québec, le ministère des Affaires culturelles du Québec, le programme Ose-Art, Canada-Travail, le Conseil des Arts du Canada et six universités du Québec.

### Organisation du symposium
C’est autour de la thématique La sculpture, lieu autonome ou intégration à un lieu que sont réunis les dix sculpteurs participants soit: Serge Beaumont, Pierre Bourgault, Michel Goulet, Pierre Granche, Miroslav Maler, Brigitte Radecki, Dominique Rolland, Ronald Thibert, Armand Vaillancourt et Bill Vazan. Il faut noter que le sculpteur André Geoffroy a été retenu comme participant cependant son état de santé dû à un accident d'automobile l'a obligé à renoncer à sa participation au SISEC. Le comité de sélection des artistes est composé de Huber Durocher, Georges Dyens, Richard Martel, Yves Robillard et Denys Tremblay, appuyé par un comité d’évaluation technique et une firme chargée d’estimer les coûts des projets. Plus de 140 projets sont évalués pour cet événement. À la suite du symposium, les œuvres créées sur le site de la Vieille Pulperie sont installées en permanence dans différentes villes de la région du Saguenay—Lac-Saint-Jean soit: Chicoutimi, La Baie, Jonquière, Alma, et Métabetchouan.

### Organisation du colloque
Le colloque international est réparti sur trois jours pendant le symposium. Il porte sur trois thèmes:
- La sculpture comme objet autonome dans l’environnement

- La sculpture comme environnement

- La sculpture au Québec, sa réalité et ses problèmes

Plusieurs théoriciens et praticiens de l’art participent à ces journées, soit : Pierre Théberge, René Payant, Henri Van Lier, Tony Long, Ulysse Comtois, Denis Chevalier, Didier Gillon, Denys Tremblay, Joe Fafard, Pierre Restany, Georges Trakas, Jean-Marc Poinsot, Piotr Kowalski, Marcelle Ferron, Jacques Levesque, Melvin Charney, Hervé Fischer, Colette, Rose-Marie Arbour, Francine Larivée, Pierre Restany  Ninon Gauthier, François-Xavier Cloutier, Francine Couture et Guy Sioui-Durand.

### Organisation des ateliers expérimentaux
Les stages d’ateliers expérimentaux sont offerts aux étudiants et étudiantes universitaires. Hervé Fischer et Alain Snyers donnent l’atelier Citoyens/Sculpteurs, un projet d’art sociologique, les autres sont animés par des artistes dont la démarche remet en question le rapport avec l’environnement et le monde extérieur, soit : Piotr Kowalski, Klaus Rinke, Tony Long et Zofia Butrymowicz.

### Organisation du festival de performance
Parmi les activités parallèles au symposium, plusieurs artistes provenant de disciplines variées réalisent une performance, notamment le groupe Carnivore, Marie Chouinard, Claude-Paul Gauthier, Raymond Gervais, Pierre Gosselin, Daniel Guimond, Istvan Kantor (Monty Cantsin), Holly King, Claude Lamarche, Jocelyn Maltais, Carol Proulx, Rober Racine, Cyril Read, Michael Snow et Jean Tourangeau.

### Organisation des expositions et animations culturelles
Pendant les six semaines du Symposium, plusieurs expositions traitant de la sculpture ont lieu dans tous les centres de diffusion culturelle du Saguenay—Lac-St-Jean. Il s'agit de la Société des arts de Chicoutimi, la Société historique de Chicoutimi, la Banque nationale, la Galerie de L’Arche, la Bibliothèque central de prêt du Saguenay—Lac-Saint-Jean, le Centre national d’exposition et le Musée du Saguenay. Il y a aussi la présentation d'un programme d'animation très diversifié:  un théâtre d'été, Fête de la chanson et des concerts de musique improvisée.

## Présentation des sculpteurs et leurs projets

### Serge Beaumont
Né à Saguenay en 1951, Serge Beaumont est un artiste qui travaille différents matériaux comme l’acier, l’aluminium, le bois, le bronze, le granit et le béton. Il propose au SISEC un projet qu’il présente comme un lieu de repos au flanc du Mont Jacob à Jonquière (Saguenay). Son but est de situer l’œuvre dans un rapport d’appartenance physique qui tient compte à la fois de l’environnement, ici une montagne et du granit brut à sculpter. Visuellement, il s’agit d’une pierre travaillée et polie, assise sur une plaque de béton sculptée en forme de lèvres.
Localisation de la sculpture au Centre national d'exposition de Jonquière: 48° 24′ 38″ N, 71° 16′ 07″ O

### Pierre Bourgault
Né à Saint-Jean-Port-Joli en 1942, Pierre Bourgault est un artiste qui privilégie des matériaux comme l’acier et l’aluminium souvent utilisés dans ses sculptures et ses installations. Pendant le SISEC, Pierre Bourgault réalise une sculpture habitable se présentant comme un immense cheval de bois de 22 pieds (6,7 mètres) de haut. Ce petit environnement offre la possibilité d’être vue et vécue; il situe en ce sens le rôle de l’art comme proposition ludique. Le cheval de bois est installé au Parc de La Baie (Saguenay).

### Michel Goulet
Né à Asbestos en 1944, Michel Goulet en plus d'une carrière de professeur, poursuit une démarche artistique à partir d'objets du quotidien. Il réalise une sorte d'inventaire culturel, qu'il organise, compare et additionne, créant un processus de collection hétéroclite et déroutant qui amène le spectateur à remettre en question sa perception de la réalité. L'œuvre de Michel Goulet au SISEC se situe à mi-chemin entre un vestige archéologique et des fondations de bâtiments industriels jouant dans les espaces accidentés de la nature. L'œuvre du sculpteur est installé sur le site de la Pulperie.

### Pierre Granche
Né à Montréal en 1948, Pierre Granche a une carrière d’enseignant à l'Université de Montréal, et travaille comme expert dans les comités d’études sur l’intégration des arts à l’architecture. L’apport du sculpteur à l’intégration de l’art à l’architecture au Québec est fondamental. Pierre Granche a choisi l’installation comme pratique sculpturale que ce soit pour l’art public ou pour les lieux d’exposition. L’artiste renouvelle les codes de la pratique artistique au Québec en élargissant la notion d’artiste, d’œuvre d’art et de lieu d’exposition. A Chicoutimi, Granche définie son intervention par une organisation d’un site existant, site possédant déjà des caractéristiques plastiques évidentes. L'œuvre intitulée Lieu in-fini est installé à la Pulperie.

### Bill Vazan
Né à Toronto en 1933, Bill (William) Vazan est une figure marquante de l’art conceptuel, du land art et du montage photographique au Canada. Il poursuit une carrière comme artiste et enseignant à l’École des arts visuels et  médiatiques de l’Université du Québec à Montréal. Le langage conceptuel de Bill Vazan est dominé par la ligne, qu’elle soit virtuelle, configurée par les déplacements, tracée sur la neige (land art), la ligne rend visibles les liens qui unissent les  choses entre elles, que ce soit à une échelle locale ou dans un système de  communication mondiale. Pour le SISEC, Vazan réalise une œuvre dont le titre est Outlikan Meskina. Ce projet est en fait un idéogramme basé sur les pétroglyphes et sur les omoplates divinatoires trouvés chez les Innus au Saguenay—Lac-Saint-Jean. L'œuvre se trouve au Parc de la Rivière-du-Moulin à Saguenay.
Localisation du Parc de la Rivière-du-Moulin: 48° 23′ 57″ N, 71° 02′ 46″ O

### Miroslav Maler
Né en République Tchèque, en 1946, Miroslav Frederik Maler est un sculpteur de pierre. Pour le SISEC, l'artiste réalise une œuvre à caractère archéologique et pour ce faire, il utilise plusieurs sortes de pierres taillées qu'il empile de façon à créer une sorte de ruine. Certaines pierres sont polies, frottées, d’autres légèrement travaillées ou naturelles. L'œuvre Northern Way se trouve au Parc de la Colline à Chicoutimi-Nord,
Localisation du Parc de la Colline: 48° 26′ 54″ N, 71° 04′ 19″ O

### Brigitte Radecki
Née en Allemagne en 1940, Brigitte Radecki est une artiste reconnue pour ses sculptures monumentales et ses installations environnementales. Inspirée par l’archéologie, elle réalise des œuvres en lien avec la nature et les origines humaines soutenues par une dimension féministe et politique. Seule femme sculptrice parmi les finalistes, elle propose pour le SISEC un environnement qui est un lieu intégré. Ce lieu d’une dimension de 22 pieds (1371 cm) de long par  6 pieds (274 cm) de large par 8 pieds (335 cm) de haut est constitué de troncs d’épinette plantés à la verticale dans des blocs de ciment. Ce lieu est fait pour être pénétré et expérimenté plastiquement. L'œuvre Maison longue est installée sur la mezzanine de la bâtisse des sculpteurs sur le site de la Pulperie.

### Dominique Rolland
Né à Montréal en 1954, Dominique Rolland est sculpteur et administrateur du Centre des arts contemporains du Québec à Montréal qu'il fonde en 1983. Dominique Roland décrit la sculpture qu'il réalise au SISEC comme une grosse pierre polie placée au centre d’un quadrilatère d'environ 40 pieds (1219 cm) par 40 pieds (1219 cm). Cette pierre s'enfonce dans le sol et est retenue par des câbles en métal. L'artiste veut démontrer l’effet produit par un choc terrible sur la pierre centrale; le dispositif reproduit l'effort qui a occasionné son enfoncement. La démarche artistique de Dominique Rolland, expliquée par l’historien de l’art Yves Robillard, donne un éclairage au projet proposé au SISEC  « Rolland travaille à suggérer l'action d'autres forces extérieures, comme l'idée du garrot qui étrangle ou de la main qui tire ou pousse et laisse sa trace sur la sculpture ». L'œuvre est située au Parc de l'ile Sainte-Anne à Alma.
Localisation du Parc de l'île Sainte-Anne: 48° 33′ 10″ N, 71° 39′ 23″ O

### Ronald Thibert
Né à Saint-Édouard-de-Napierreville en 1942, Ronald Thibert est à la fois sculpteur et enseignant à l'Université du Québec à Chicoutimi. Le projet présenté pour le SISEC comprend cinq pièces de béton. Ces cinq éléments sont placés à peu près à 50 pieds (15 mètres) de distance, à la périphérie d'un cercle qui a environ 100 pieds (30 mètres) de diamètre, l'œuvre est située à la municipalité de Métabetchouan, sur les rives du lac Saint-Jean. Tel que prévu, Ophélia, est disparue dans les eaux du lac Saint-Jean.
Localisation de Métabetchouan: 48° 26′ 04″ N, 71° 51′ 56″ O

### Armand Vaillancourt
Né à Black Lake en 1929, Armand Vaillancourt étudie à l'École des beaux-arts de Montréal. Il est surtout connu pour ses œuvres monumentales, bien que son approche artistique se compose de plusieurs facettes : peinture, sculpture et estampe. Le sculpteur poursuit une quête sociale en dénonçant l'injustice, la violence et le racisme dans le monde. Dans le cadre du SISEC, Vaillancourt réalise un amalgame de gabions. Ces gabions sont des cages faites de treillis métalliques galvanisés et plastifiés d’un volume de 6 pieds (2 mètres) par 3 pieds (1 mètre) par 3 pieds (1 mètre). 200 gabions sont ainsi remplies de roches et placées sur le plateau près de l’aréna Johnny-Gagnon et de la Pulperie.

## Le colloque
Le Colloque international de la sculpture environnementale se déroule du 3 au 6 juillet 1980 à l'Université du Québec à Chicoutimi. Ce Colloque, organisé par le SISEC, est de calibre international et contribue à faire avancer le débat sur l'art contemporain. Le thème de la première journée porte sur la sculpture comme objet autonome, celui de la deuxième journée vise précisément le thème de l'environnement et la troisième journée est réservée aux problèmes de la sculpture au Québec.
- Jour 1, la sculpture est envisagée comme objet. Le philosophe belge Henri Van Lier fait la démonstration que les objets font maintenant place aux processus. L'architecte montréalais Didier Gillon interroge les problèmes liés à l'intégration de la sculpture à l'architecture: il s'agit pour lui « de faire entrer un élément dans un ensemble, de sorte que le tout soit homogène ». Le sculpteur Pierre Granche constate que la sculpture intégrée ne devrait pas être un « objet de remplissage ». Il préfère proposer le terme d'assimilation, c'est-à-dire la capacité qu'a un lieu de recevoir des éléments nouveaux. Parlant de l'autonomie de l'objet, l'historien de l'art Pierre Théberge affirme que la distinction entre objet autonome et sculpture environnementale « vient du regardeur et de sa compréhension du monde ». Pour le sculpteur québécois Ulysse Comtois, « tous les objets fabriqués par l'homme sont d'égale noblesse et les artistes sont les plus grands praticiens du remplacement de la nature par des artefacts ». Denys Tremblay est sculpteur mais aussi organisateur du SISEC, il affirme que le symposium « en lui-même s'impose comme un projet de sculpture environnementale par son intervention dans la géographie régionale et par la relation privilégiée qui s'établit avec la population ». Joe Fafar, sculpteur réaliste de la Saskatchewan, a traité de sa production de personnages publics (politiciens, vedettes du sport et autres) et du contenu critique de certaines de ses sculptures. Selon Tony Long, sculpteur américain, « toute forme d'art est liée à des conditions politiques et économiques » soulignant que « l'approche américaine est fondée sur la machine publicitaire, tandis que la production française est plus liée à un support théorique ».

- Jour 2, le thème de l'environnement est envisagé sous l'angle de l'environnement naturaliste, l'environnement autonome construit, l'apport technologique et la pratique en contexte réel. Georges Trakas et Bill Vazan apportent un point de vue informatif et didactique de leur production. Jean-Marc Poinsôt aborde la question du paysage et de l'action de l'homme toujours perturbatrice sur la nature. Il critique certains aspects de la production de type Land art. Ses propos soulèvent quelques questions chez les participants. Le rapport à la technologie est l'occasion pour Piotr Kowalski, sculpteur et architecte, d'orienter le débat sur les questions relatives aux instruments de notre civilisation. Marcelle Ferron, après avoir donné ses conceptions personnelles sur le rapport à la technologie et la science, nous montre ses réalisations passées. Son rapport à la technologie est différent de celui de Kowalski en ce sens qu'elle travaille avec des ingénieurs et autres scientifiques, tandis que Kowalski expérimente directement sur les instruments technologiques. Jean-Jacques Levesque a parlé du rapport de l'art à la technologie. Levesque est pessimiste en ce qui a trait à la science qu'il juge de plus en plus menaçante. Melvin Charney est artiste et architecte. Pour lui, la pratique artistique se situe en contexte réel. L'artiste doit démystifier les appareils du pouvoir et démontrer les mécanismes des institutions. Coup de théâtre lors la prise de parole d'Hervé Fischer, un groupe d'étudiants québécois fait l'autopsie de l'atelier d'art sociologique et dénonce le manque de contenu, le climat de colonialisme, la quête exagérée de la quincaillerie culturelle, l'éventuelle récupération et la supercherie flagrante vis-à-vis de la population. Un certificat de décès est remis aux participants à l'entrée du colloque. L'art sociologique est interrogé à son tour! Les dernières interventions portent sur le féministe, les participants ont eu droit à une performance de la part de Colette, artiste newyorkaise transformée pour l'occasion en Justine of Colette is Dead Co.. Colette, accoudée sur un téléviseur, montre un vidéo d'un environnement de chambre à coucher, une projection de diapositives sur le mur accompagnée d'un son retentissant d'une musique disco de Colette et les Victoriens Punks. Rose-Marie Arbour est historienne de l'art, elle a situé les pratiques des femmes artistes actuelles dans leur apport critique. À ses côtés, Francine Larivée a bien expliqué l'historique, la production et le fonctionnement de son environnement la chambre nuptiale. Cette œuvre est, selon elle, soumise à la censure de la phallocratie dominante. Pour conclure, Pierre Restany, historien de l'art, lors de la synthèse de la deuxième journée, affirme que l'esthétique est ici généralisée et que l'art est partout. Restany résume cette journée dense et orageuse où tour à tour la science, la nature, la pratique urbaine et féministe ont été questionnés.

- Jour 3, il est question de problèmes plus spécifiques au sculpteur, de son produit et de son statut de producteur au Québec. Quatre études, commandées par le Conseil de la sculpture, sont présentées en matinée: Les droits d'auteur et une étude de marché par l'historienne de l'art, Ninon Gauthier, Les symposiums du passé et ceux de l'avenir par le sculpteur, François-Xavier Cloutier, Un bilan des dix dernières années de l'Association des sculpteurs par l'historienne de l'art, Francine Couture et finalement, une étude portant sur La critique et ses Incidences par le sociologue de l'art, Guy Sioui-Durand amène un regard critique sur le débat idéologique entourant la production de l'art au Québec pendant la décennie 1970.

## Les ateliers expérimentaux
Les stages et ateliers expérimentaux du SISEC réunissent cinq artistes de renommée mondiale. Ces cours, crédités par l’Université du Québec à Chicoutimi, s’adressent aux étudiants universitaires de premier cycle ou à toute personne qui fait la preuve d’une connaissance suffisante en sculpture, en art ou histoire de l’art. Chacun des artistes invités privilégie le rapport de l'art à l'environnement selon des problématiques différentes. Klaus Rinke prépare ses installations à partir d'éléments naturels, Tony Long déconstruit le rapport de l'objet formaliste à l'espace architectural, Hervé Fischer propose une approche urbaine et sociale, Piotr Kowalski interroge l'art dans son rapport à la technologie et Zofia Butrymowicz introduit l'art textile dans l'espace environnementale.
- Klaus Rinke , en juillet 1980, se trouve à Chutes aux galets, lieu choisi pour sa géomorphologie rebelle. Il y a un barrage hydro-électrique harnachant une chute d'eau. La rivière sinueuse coule entre les falaises escarpées formées de calcaire de Trenton. Le site a plus de quatre cent cinquante millions d'années. Se tenant au sommet de la falaise, Klaus Rlnke jette à la rivière des rondins de bois, de cinq centimètres d'épaisseur. Ces rondins s'agglutine dans un petit bassin et répondent au mouvement des vagues qui viennent se frapper contre les parois de la falaise. Rlnke nomme cette oeuvre Manitou, mot emprunté à la langue autochotone pour désigner un être puissant. Il utilise l'eau comme  matériau, l'eau en tant que geste, en tant qu'action. Comme l'affirme la commissaire Evelyn Weiss « Si l'eau doit expliquer, permettre d'expliquer quelque chose, ce sont les lois de la dynamique, les systèmes de la circulation, de la canalisation, de l'écoulement ». Les deux artistes autrichiens Heinz Baumùller et Charles Kaltenbaker sont familiers avec la démarche de Rlnke. Ils réalisent chacun une action conforme à la démarche de Klaus Rinke. Un projet commun est réalisé par les québécois, Anne-Marie Berthiaume et Bernard Rousseau. Ils choisissent d'intervenir sans tenir compte de l'approche initiée par Klaus Rinke et produisent une œuvre qu'ils qualifient d'intervention parallèle. Les artistes utilisent le sol à la fois comme contenant et aussi comme contenu. Trois surfaces de même dimension inscrites dans la glaise par la mise en place de matières différentes, toutes trouvées sur les lieux: pierres, toile, et sciure de bols. Au prochain afflux d'eau, aux pluies fortes, ces matières déplacées vont suivre le courant ou pénétrer le sol. L'œuvre sera effacée; les composantes déconstruites, suivant le cours normal des transformations du lieu [28].

- Tony Long est né aux États-Unis et a vécu à Paris. Cet artiste s'intéresse aux mathématiques et à la philosophie. Il utilise des matériaux traditionnels à la sculpture (bois et métal). Pour lui, l'environnement est assumé, à priori, comme partie intégrante des pièces. C'est sur cet aspect qu'il aborde avec les participants de l'atelier une série de problèmes théoriques reliés à l'esthétique formaliste. II propose aux participants de construire des maquettes de projets en privilégiant des matériaux indigènes, par exemple le bois ou les coulées d'aluminium et d'identifier un site précis du SISEC pour la réalisation de la sculpture. Malheureusement cette approche a échoué, les stagiaires ont choisi de réaliser des maquettes répondant à leur propre préoccupation esthétique[29].

- Zofia Butrymowicz est une artiste reconnue dans son pays et à l'étranger. Elle a participé maintes fols à la Biennale internationale de tapisserie à Lausanne en Suisse. Elle expose régulièrement à la Galerie Baruch de Chicago, et réalise de Varsovie en Pologne, des commandes destinées à des espaces architecturaux. Le stage expérimental de neuf artistes québécois sous la direction de Zofia Butrymowlcz a abouti à une exposition intitulée Autres factures. Cette exposition est présentée au Centre socio-culturel de Chicoutimi, au Centre culturel d e Shawinigan et au Musée régional de Vaudreuil-Soulanges. Dans l'exposition, on retrouve différentes techniques comme le gobelin traditionnel français, le gobelin polonais qui diffère du précédent par sa texture plus épaisse et l'utilisation différente du matériau. On peut également y voir une pièce de tissage basse-lisse manipulée, découpée, plastifiée, entourée de cuivre oxydé. C'est une œuvre translucide d'une très grande finesse. Le feutrage, technique ancestrale, utilisée au Moyen Orient pour la fabrication de tapis et de vêtements, est exploré par la majorité des artistes-stagiaires. L'une des structures est réalisée avec la technique du nœud marin et du câble de manille. Tous les artistes-stagiaires sont arrivés avec un esprit de recherche de nouvelles formes et d'expérimentation de nouvelles techniques[30].

- Piotr Kowalski oriente, à la fin des années cinquante, sa recherche artistique entre fusion des arts et science. Dans le cadre du stage expérimental qu'il dirige à Chicoutimi, Kowalski reprend avec Hommage à Foucault une expérience réalisée à Paris et qui propose de rendre tangible le mouvement de ce point sur la terre par rapport â la galaxie. II est à noter que Chicoutimi et Paris sont situés à la même latitude: Paris, 48° 51'N et Chicoutimi, 48° 27'N. Les stagiaires ont participé à la réalisation du Pendule de Foucault. L'objet est composé d'un fil de fer en acier inoxydable de quinze mètres. L'attache à la partie supérieure du fil permet au pendule de se balancer avec la même liberté dans tous les sens. La sphère de plomb de 37,5 kilos marque son passage à l'aide d'une pointe de métal dans la sciure de bois. Le pendule oscille toujours dans le même plan, c'est la terre qui tourne sous le pendule, ce qui explique les sillons qui se déplacent de plus en plus dans la direction opposée de la rotation de la terre[31].

- Hervé Fischer et Alain Snyers, l'un cofondateur du collectif d'art sociologique avec Fred Forest et Jean-Paul Thenot et l'autre cofondateur du groupe Untel avec Jean-Paul Albinet et Philippe Cazal sont les initiateurs de l'atelier Citoyens/Sculpteurs, une expériences d'art sociologique[32],[33]. La proposition présentée par Hervé Fischer au SISEC s’énonce comme suit : Parallèlement aux réalisations des sculpteurs du SISEC, les participants à l’atelier vont proposer à la population de Chicoutimi de discuter, concevoir et réaliser sur son territoire une sculpture environnementale répondant à ses désirs et à ses préoccupations. Tous peuvent devenir sculpteurs. La méthodologie s'élabore autour des médias de masse locaux soit la télévision et les journaux ainsi que l'ouverture d'un local de production. Il s'agit d'animer et de susciter des débats, des échanges d'idées et la production de dessins, maquettes et photographies de projets de sculptures. La tache du collectif de l'atelier expérimental est d'informer, motiver, questionner et mettre techniquement à la disposition de la population les éléments nécessaires à la réalisation d'un projet porteur qui fait l'unanimité au sein de la population[34]. Le psychanalyste Willy Apollon a observé la vie du groupe et a rédigé un rapport faisant état des difficultés et des réussites de l'expérience d'art sociologique en terre québécoise. Voici comment il décrit le vécu de l'atelier « Les uns se sont engagés plus que les autres, comme toujours; les uns ont été actifs dans un esprit communautaire, les autres ont tenu à faire et signer explicitement une ou deux actions précises de l'Atelier, éventuellement en critiquant systématiquement le travail des autres. C'est ainsi et personne n'y changera rien. Pourtant on pourra souligner que l'esprit communautaire l'a emporté de loin et assez pour surmonter tous les petits ou grands conflits de groupe, et assez pour assurer le succès de l'expérience jusqu'au bout. »[34].

## Le festival de performance
Le festival de performance du SISEC présente 19 performances faisant appel à diverses disciplines comme la musique, la danse, la vidéo et la sculpture. Ces performances reflètent des esthétiques touchant la psychologie, les technologies et le social et remettent en question la fonction de l'artiste, son pouvoir et son rapport avec le public. Cet événement dans le contexte d'un symposium de sculptures met en lumière deux approches artistiques soit: l'artiste-performeur qui fait de l'action une œuvre et l'artiste-sculpteur qui fait d'un objet une œuvre. Les artistes participants sont:
- Claude Lamarche, Mouvement temporel syncopé

- Cyril Read, Au bord de la rivière

- Holly King, Deux caractères

- Pierre Gosselin, sans titre

- Daniel Guimond, Incursion

- Carnivore, spectacle

- Michael Snow/Allan Mattes (CCMC 2), Répétition

- Raymond Gervais, Lieux X

- Rober Racine, Marteaux muets

- Marie Chouinard, Une danseuse et quatre autos et Cimetière d'une danse

- Claude-Paul Gauthier, Collisions, chocs, éblouissements

- Jocelyn Maltais, Intervention 58 [note 2]

- Jean Tourangeau, Enfin, Jeté retrouve Chicoutimi

- Istvan Kantor/alias Monty Cantsln, Liaison Interurbaine

- Hervé Fischer, Bière humaine

- Alain Snyers, Chicoutimi au quotidien

- Doris May, Installation

- Carol Proulx, Contact-Terre

- Robert Deschênes, Underground

## La signalétique
La signalisation est sous la responsabilité de six personnes. Il s’agit de l’artiste/ coordonnateur Jean-Jules Soucy accompagné des artistes/participants Yves Tremblay, Collette Houde, Pierre Bouchard, Anne St-Gelais, Julien Côté et Jean-Robert Guimond. Ils doivent réaliser une soixantaine de sculptures qui vont jouer le rôle d'agents de signalisation pendant toute la durée du symposium. Les figures représentées, posées sur des socles aux couleurs phosphorescentes, reprennent avec humour des personnages désormais célèbres dans l'histoire de la sculpture: Napoléon, Champlain, le bourgeois de Calais, la statue de la liberté, une vierge éplorée tenant sur ses genoux... un joueur de hockey. Conçus comme un environnement dans la ville, ces monuments, imitant les bronzes de la sculpture traditionnelle, sont entièrement fabriqués à partir de matériaux de récupération: bois, vieux vêtements, draps, broches. Le procédé de fabrication de cette signalétique est créé par les artistes. Il s'agit de mélanger un gallon (4,5 litres)  de colle avec un gallon d’eau et de tremper les linges récupérées dans cette préparation, par la suite il faut définir une posture imitant une œuvre sculpturale célèbre et peindre le tout avec un latex vert. Le jeu demeure important dans ce travail. La présence d'objets hétéroclites dans un environnement urbain et des sculptures qui appellent à la participation permettent de distraire les visiteurs tout en étant utile comme signalisation de l'événement.

## La documentation sur le SISEC
Plusieurs documents( photographies, vidéos, films, livres et articles) ont porté sur le Symposium International de Sculpture Environnementale de Chicoutimi, dont le film La parole aux sculpteurs (58 min, 1980), réalisé par Alain Corneau (coproduit par la Maison de l’Arche Inc. et Radio-Québec), le film La sculpture environnementale (54 min 56 s, 1981) de Guy-Jude Côté (productions Tournesol), et le livre Citoyens-Sculpteurs : Une expérience d’art sociologique au Québec (1980), écrit par Philippe Fertray, Hervé Fischer et Alain Snyers (Éditions SEGEDO). Une étude portant sur la critique médiatique du SISEC réalisée par le journaliste Denis Lessard regroupe un ensemble de 90 textes et reportages photographiques parus dans les journaux hebdomadaires et quotidiens du Saguenay/—Lac Saint-Jean, de Québec et de Montréal, dans les revues Cahiers, Focus, Intervention, Vie des arts ou dans des publications institutionnelles: le Bulletin du Conseil de la sculpture du Québec et Réseau, organe de liaison des constituantes de l'Université du Québec.